# Olka Szczęśniak
Olka Szczęśniak, właśc. Aleksandra Szczęśniak (ur. 15 lipca 1991 w Częstochowie) – polska stand-uperka i organizatorka imprez kabaretowych.
W 2020 roku znalazła się na drugim miejscu w rankingu najpopularniejszych polskich stand-uperek.

## Edukacja
Uczęszczała do III Liceum Ogólnokształcącego w Częstochowie. Później ukończyła studia na Wydziale Architektury Politechniki Krakowskiej.

## Stand-up
Działalność w stand-upie rozpoczęła w 2013 roku. Zaczynała w grupie Comedy Lab w Krakowie.
Regularnie występuje w czterech miastach: w Sosnowcu, w Tczewie, w Częstochowie i w Pruszczu Gdańskim, gdzie mieszka od 2016 roku.

### Roasty
Roasty, w których brała udział:
- Roast Michała Lei[6]
- Roast Bękartów Stand-upu[6]
- Wielki Roast Krzysztofa Skiby[7]

## W mediach
W 2015 roku wystąpiła w programie Kuby Wojewódzkiego (odc. 421).
W 2016 roku nagrała 25-minutowy odcinek dla platformy Netflix.
Jej programy „Zespół HAJSpergera”, „Dystans krytyczny” i „Skąpiec poznawczy” można obejrzeć na YouTube. Jej kanał subskrybuje ponad 245 tys. użytkowników (stan na 15 października 2024).

## Nagrody i wyróżnienia

### 2019
- Najlepsza Standuperka 2019 według głosowania na Standupedia.pl

### 2020
- II miejsce w rankingu najpopularniejszych polskich stand-uperek[1]

### 2022
- 11 miejsce w rankingu najpopularniejszych stand-uperów w Polsce w roku 2022 (stan na 15 grudnia 2022), jednocześnie była najpopularniejszą stand-uperką[9]
- Golden Mic – stand-uperka roku 2022[10]
- Golden Mic – progres roku[10]

### 2023
- Golden Mic – stand-uperka roku 2023 wg gremium[11]

### 2024
- Golden Mic – stand-uperka roku 2024
- Golden Mic – stand-uperka roku 2024 wg gremium
- Golden Mic – najlepsze nagranie w Internecie 2024, za „Skąpiec poznawczy”[12]